# Сёгне
Сёгне (норв. Søgne) — коммуна в губернии Вест-Агдер в Норвегии. Административный центр коммуны — город Тангвалл. Официальный язык коммуны — букмол. Население коммуны на 2007 год составляло 10 050 чел. Площадь коммуны Сёгне — 150,75 км², код-идентификатор — 1018.

## История населения коммуны
Население коммуны за последние 60 лет.

Статистика коммуны Сёгне